# 尹伊桑管弦楽団
尹伊桑管弦楽団（ユン・イサンかんげんがくだん）（正式名称：尹伊桑音楽研究所管弦楽団、朝鮮語：윤이상음악연구소 관현악단）とは、朝鮮民主主義人民共和国（北朝鮮）唯一の室内オーケストラである。
朝鮮の作曲家、尹伊桑にちなんで命名された。略称はIYOである。（Isang Yun Orchestraからとられている）。

## 歴史
尹伊桑管弦楽団（以下、IYOと記す）は、北朝鮮の指揮者キム・イルジンによって、1990年12月に設立された。
北朝鮮全土から42人の若手演奏者が集められ、平壌直轄市にある、尹伊桑音楽研究所付属の管弦楽団として発足した。
1992年12月に、平壌に新しい室内楽専用ホールである「尹伊桑音楽ホール」が完成すると、このホールを本拠地として活動することとなった。
IYOの首席指揮者は、カン・リョンウンである。コンサートマスターは、キム・チョルリョンが務めている。金炳華、キム・ホユン、金洪才などの指揮者が過去に客演している。
2008年7月、2002年から国立交響楽団の准首席指揮者であったキム・ホユンが、IYOの指揮者に就任した。

## レパートリーとメンバー
IYOは、ヨハン・ゼバスティアン・バッハから尹伊桑に至るまで、国内外の多様な作品を幅広くとりあげて演奏している。
メンバーの多くは朝鮮民主主義人民共和国国立交響楽団、または女性主体の室内アンサンブルである万寿台芸術団にも所属しているが、国立交響楽団とは異なり、男女の奏者は平等に扱われている。

## 海外公演と録音
1999年と2004年に、『平壌・尹伊桑アンサンブル』という名称で、中国とドイツへ演奏旅行を行った。
1999年の演奏旅行の際には、ドイツのレコード会社WERGOで尹伊桑の室内楽曲を録音し、発売した。このCDは発売から数年後に韓国にも輸入され、発売された。
2005年には、韓国のシナラ・ミュージックが、国立交響楽団、IYO、その他の北朝鮮の芸術団が演奏した録音をリリースした。